# NGC 2642
NGC 2642 est une galaxie spirale barrée située dans la constellation de l'Hydre. NGC 2642 a été découverte par l'astronome britannique John Herschel en 1830.

## Caractéristiques
La galaxie NGC 2642 renferme des régions d'hydrogène ionisé et sa classe de luminosité est II-III. Elle présente également une large raie HI.

### Distance
Sa vitesse par rapport au fond diffus cosmologique est de 4 632 ± 21 km/s, ce qui correspond à une distance de Hubble de 68,3 ± 4,8 Mpc (∼223 millions d'al).
À ce jour, huit mesures non basées sur le décalage vers le rouge (redshift) donnent une distance de 51,262 ± 27,999 Mpc (∼167 millions d'al), ce qui est à l'intérieur des valeurs de la distance de Hubble en raison l'écart-type élevé provenant de l'incohérence de cet échantillon, trois mesures supérieures à 80 pc et cinq mesure près de 30 pc. En utilisant la distance de Hubble, on obtient un diamètre d'environ 41,5 kpc (∼135 000 al)

### Morphologie
Dans la  bande K infrarouge, NGC 2642 présente une barre centrale de 32 secondes d'arc dont l'ellipticité maximale est de 0,69. L'angle de position de celle-ci est de 118°.

## Supernova
Deux supernovas ont été découvertes dans NGC 2642 : SN 2002fj et SN 2008bh.

### SN 2002fj
Cette supernova a été découverte le 12 septembre 2002 par l'astronome amateur sud africain Berto Monard. Cette supernova était de type IIn. 

### SN 2008bh
Cette supernova a été découverte le 23 mars 2008 par deux groupes, les astronomes A. Narla, W. Li, et A. V. Filippenko de l'université de Californie à Berkeley dans le cadre du programme LOSS (Lick Observatory Supernova Search) de l'observatoire Lick et les astronomes G. Pignata, J. Maza, M. Hamuy, R. Antezana, L. Gonzalez, P. Gonzalez, P. Lopez, S. Silva, et G. Folatelli dans le cadre du programme CHASE (CHilean Automatic Supernova sEarch) de l'université du Chili. Cette supernova était de type II